# 卡里亞西卡

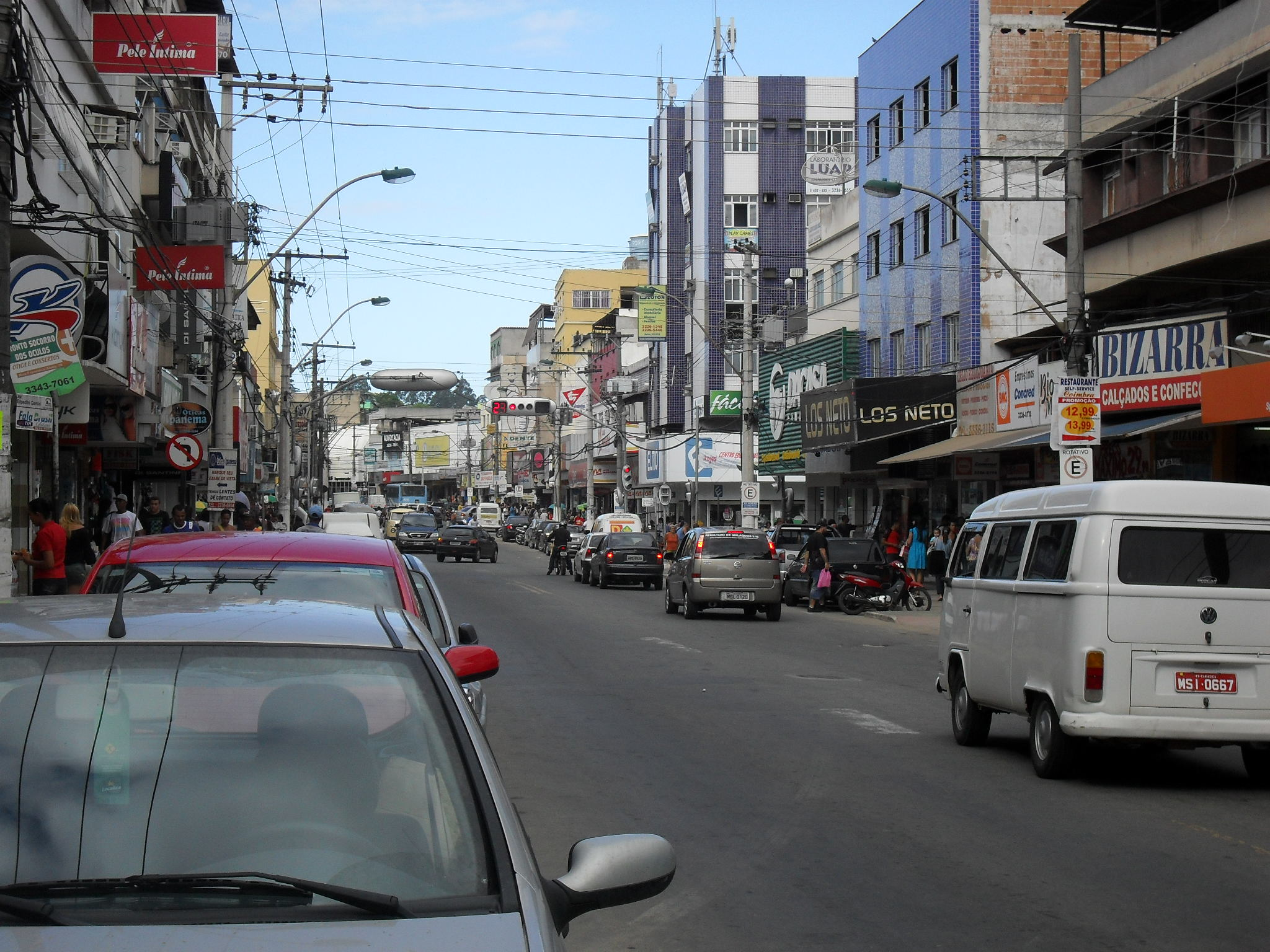
卡里亞西卡

卡里亞西卡（葡萄牙語：Cariacica）是巴西的城市，位於該國東南部，距離首府維多利亞10公里，由聖埃斯皮里圖州負責管轄，面積279.9平方公里，受熱帶氣候影響，2010年人口348,933。

## 外部連結
- History of Cariacica （葡萄牙文）

20°15′50″S 40°25′12″W / 20.26389°S 40.42000°W